# Notophthiracarus longisetus
Notophthiracarus longisetus är en kvalsterart som beskrevs av Wojciech Niedbała 2000. Notophthiracarus longisetus ingår i släktet Notophthiracarus och familjen Phthiracaridae. Inga underarter finns listade i Catalogue of Life.